# Always the Woman
Always the Woman es una película muda de drama romántico del año 1922 producida y protagonizada por Betty Compson y dirigida por Arthur Rosson.
La película se preserva incompleta en el UCLA Film and Television Archive.

## Argumento
Celia Thaxter (Compson) es una actriz de vodevil estadounidense que se encuentra en un viaje a Egipto, quien se compromete con Reginald Stanhope (Gerald Pring) durante el viaje. Una vez que llegan al desierto del Sahara, la pareja se convierte en parte de una búsqueda de tesoro dirigida por otro pasajero nativo de la región, Kelim Pasha (Macey Harlam). Durante la búsqueda, Pasha comienza a acosar a Celia, mientras Stanhope no hace nada para ayudarla, ya que se revela que él era simplemente una herramienta de Pasha. Celia finalmente es salvada por otra mujer del grupo, que mata a Pasha, y Celia entabla un romance con un estadounidense cuya vida había salvado durante su viaje. 

## Reparto
- Betty Compson como Celia Thaxter;
- Emory Johnson como Herbert Boone;
- Doris Pawn como Adele Boone;
- Gerald Pring como Reginald Stanhope;
- Richard Rosson como Mahmud;
- Arthur Delmore como Gregory Gallup;
- Macey Harlam como Kelim Pasha.